# COMICオレンジクラブ
『COMICオレンジクラブ』は、日本の出版社、有限会社モアが編集、雄出版が発行していた成人向け漫画雑誌。2002年12月号をもって休刊。

## 概要
看板コラム『神田川A商会』では、アダルトゲーム、アニメーションなどが取り上げられていた。
姉妹誌に「FANTASY COCKTAIL（ファンタジィカクテル)」（富士見出版発行）があった。誌面構成・掲載作家などの面で酷似しており、コミックレーベルも「オレンジコミックス」・「富士見コミックス」と区分けされていたが、実際は双方入り乱れた作品収録情況だった。

## 主要作家
- 相羽翔穂
- ANDY
- 岡本真幸
- 神楽わたる
- 唐沢  涼
- 神谷尚哉
- 川本良樹
- 貴騎  琉
- きのした順市
- 君崎文化
- 逆襲武士
- 桐木せつな
- きりゅうたまみ
- 九頭人
- 御前零士
- さがみゆう
- さくら・がい
- 天櫻みとの（さくら  みとの）
- 佐々木みずき
- 咲夜しおん
- 篠田甲太
- しゅん坊
- 松籟陽矢
- 刹奈
- たかとまたかま
- 橘  怜
- 田中ユタカ
- チャコ
- 藤堂玖麗
- 月下冴喜
- 都夢たみお
- ななみ静
- 鳴沢綾
- FEENA
- BLUE BLOOD
- 不破ゆいり
- 炎  輝樹
- 前田健二郎
- 街樹るる
- まっきぃ
- みづかぜつばさ
- 美浜あみさ
- みやたえつこ…４コマ漫画「オレンジ・ガール」を連載。
- みやもと（宮本治彦）
- ゆうきともか
- ゆきおん
- らびほる